# Pianello del Lario
Pianello del Lario é uma comuna italiana da região da Lombardia, província de Como, com cerca de 1.029 habitantes. Estende-se por uma área de 9 km², tendo uma densidade populacional de 114 hab/km². Faz fronteira com Colico (LC), Cremia, Dervio (LC), Dongo, Dorio (LC), Garzeno, Musso.

## Demografia
| Variação demográfica do município entre 1861 e 2011                               |
|                                                                                   |
| Fonte: Istituto Nazionale di Statistica (ISTAT) - Elaboração gráfica da Wikipedia |